# Centro de Cultura Católica do Porto
O Centro de Cultura Católica do Porto  é uma instituição da Diocese do Porto destinada à formação teológico-pastoral do Povo de Deus, a funcionar na Casa da Torre da Marca, Rua D. Manuel II, 286.
A sua criação remonta ao ano de 1964 e nas intenções do administrador apostólico D. Florentino de Andrade e Silva estava a constituição de «um centro de irradiação de cultura católica, principalmente para o laicado». O Centro beneficiou do ambiente entusiástico do II Concílio do Vaticano e serviu, a renovação da Igreja diocesana no espírito conciliar ao longo das décadas seguintes.
A partir da fundação, foram desenvolvidas várias iniciativas: o Curso Superior de Cultura Religiosa, chamado Curso de Teologia a partir de 1975, que depois convergiria no Curso Básico de Teologia e no Curso Básico de Ciências Religiosas, este como complemente de habilitações para a docência de Educação Moral e Religiosa Católica; os cursos especiais iniciados em 1965/66, sobre temáticas precisas, lecionados numa noite por semana; os cursos intensivos realizados aos fins de semana, a partir de 1969/70; os cursos de iniciação pastoral levados a efeito em várias paróquias durante a quaresma entre 1969 e 1973; os serões bíblicos das noites de quinta-feira entre 1975 e 1981; vários ciclos de conferências e colóquios com a participação de nomes bem conhecidos ligados à investigação teológica, como E. Schillebeeckx, H. Küng, B. Häring, J. Daniélou, entre outros. Integraram também as atividades da casa os Cursos Geral e Complementar de Formação de Catequistas e, a partir de 1971, o Curso de Música Litúrgica, da responsabilidade respetivamente do Secretariado Diocesano da Educação Cristã e do Serviço Diocesano de Música Litúrgica.
No seguimento destas iniciativas que enriquecem a história do Centro e ajudaram muitos fiéis a crescer na fé, o Centro de Cultura Católica sofreu a partir de 2001/2002 um processo de reformulação. Acompanhada por obras de recuperação e adaptação do edifício, esta reformulação passou pela integração da Escola Diocesana de Ministérios Litúrgicos que até então funcionava nas instalações do Seminário Maior do Porto, dirigida pelo Secretariado Diocesano da Liturgia; pelo desenvolvimento de várias iniciativas de formação, articuladas com os diferentes secretariados diocesanos, de modo a ir ao encontro das necessidades da catequese, da pastoral juvenil, familiar e vocacional; pela cessação do Curso Básico de Ciências Religiosas – esta formação foi transferida para a Faculdade de Teologia da Universidade Católica – e pela manutenção da estrutura essencial do Curso Básico de Teologia, que passou também a servir de tronco comum às diversas iniciativas formativas.
O Centro de Cultura Católica passou então a lecionar o Curso Básico de Teologia, o Curso de Animadores de Pastoral de Jovens, o Curso Complementar de Formação de Catequistas e as várias valências da Escola Diocesana de Ministérios Litúrgicos: Leitores, Acólitos, Animadores de Celebrações Dominicais na Ausência do Presbítero e Músicos para a liturgia (Preparatório, Geral e Salmistas). Para funcionar em 2003/2004, foi pensado, em conjunto com o respetivo Secretariado Diocesano, o Curso de Pastoral Familiar, aproveitando o plano de estudos do Curso Básico e acrescentando-lhe uma cadeira bienal de Pastoral Familiar. Nesse mesmo ano foi introduzido o Curso de Animadores das Assembleias Dominicais na Ausência do Presbítero. Em 2004/2005, abriu o Curso de Pastoral da Saúde, numa organização conjunta do Centro e do Secretariado Diocesano da Pastoral da Saúde, com o suporte científico do Centro de Humanización de la Salud de Madrid, dirigido pelos religiosos camilianos, seguindo-se-lhe outras propostas formativas na mesma área. Aconteceram posteriormente mais alguns reajustamentos, com a suspensão dos Cursos de Animadores de Pastoral de Jovens (2005/2006), de Animadores de Celebrações Dominicais na Ausência do Presbítero (2006/2007) e de Pastoral Familiar (2007/2008), e com a reformulação curricular do Curso Básico de Teologia e do Curso Complementar de Formação de Catequistas (2005/2006). Um novo reajuste se deu no currículo do Curso Básico de Teologia em 2008/2009, para que correspondesse às exigências de formação teológica para o diaconado permanente. A relação da formação do diaconado permanente com o Centro também facilitou, a partir de 2012, a realização de alguns ciclos temáticos, programados em sintonia com as prioridades da Igreja universal ou da Igreja diocesana. O Centro tem ainda acolhido, nos últimos anos, algumas atividades de outras instituições, entre as quais a Comissão Ecuménica Diocesana e a Fundação Spes.
O seu atual diretor é o P. Adélio Fernando Abreu.